# Amperea xiphoclada
Amperea xiphoclada är en törelväxtart som först beskrevs av Franz e Wilhelm Sieber och Spreng., och fick sitt nu gällande namn av George Claridge Druce. Amperea xiphoclada ingår i släktet Amperea och familjen törelväxter.

## Underarter
Arten delas in i följande underarter:
- A. x. papillata
- A. x. pedicellata
- A. x. xiphoclada